# Giovanni di Lussemburgo
Giovanni di Lussemburgo (nome completo in francese Jean Benoit Guillaume Robert Antoine Louis Marie Adolphe Marc d'Aviano; Colmar-Berg, 5 gennaio 1921 – Lussemburgo, 23 aprile 2019) è stato granduca di Lussemburgo dal 1964 al 2000.

## Biografia

### Gioventù e seconda guerra mondiale

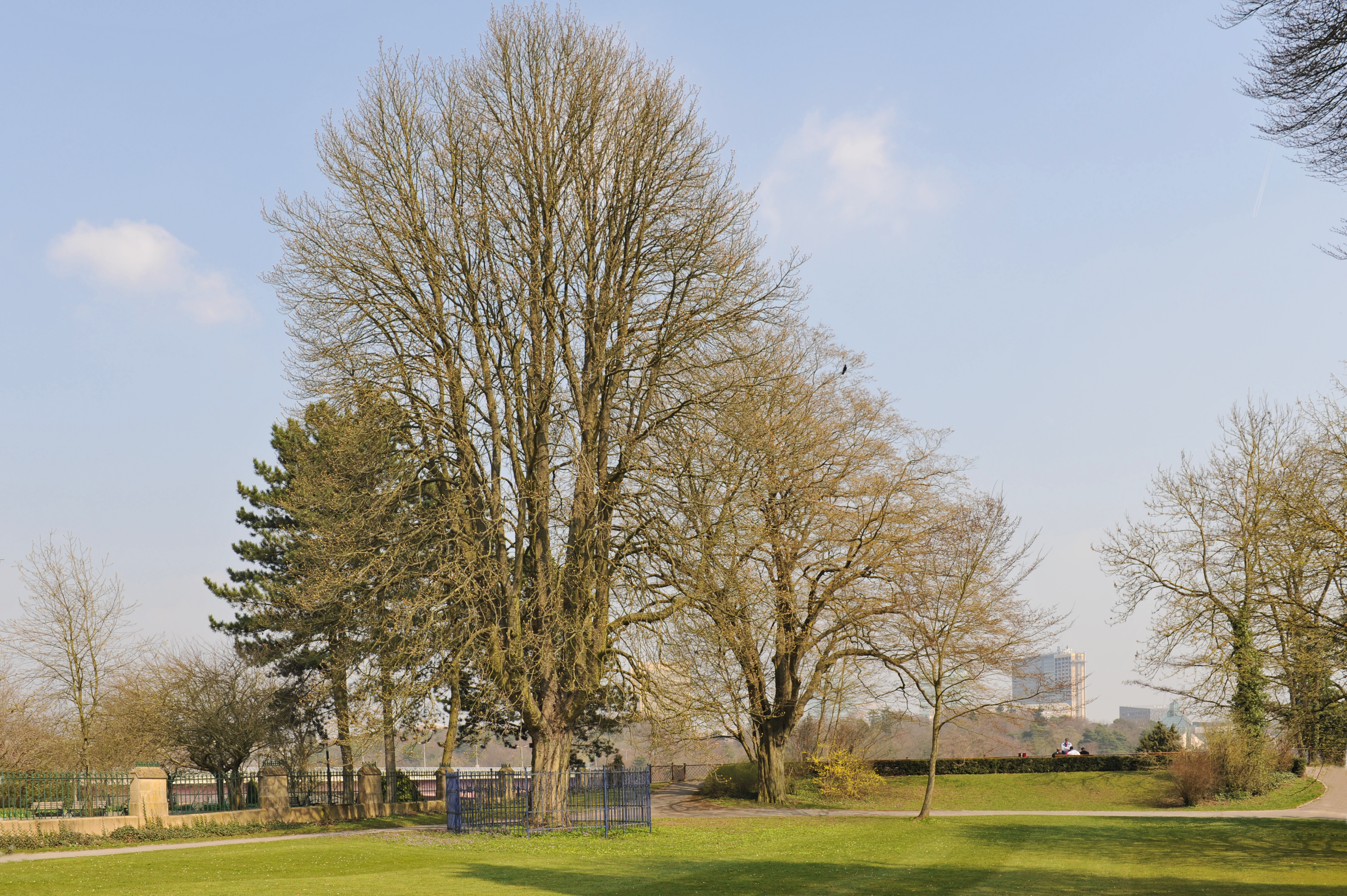
Un ippocastano, detto Albero del Principe Jean, piantato nel parco municipale di Lussemburgo in onore di Giovanni nel giorno in cui nacque

Giovanni nacque nel 1921 al castello di Berg, come primogenito del principe Felice e della granduchessa Carlotta. Il suo padrino di battesimo fu papa Benedetto XV e il suo primo nome era in onore di Giovanni il Cieco.
Trascorse la maggior parte della sua infanzia nel castello di nascita, frequentando la scuola primaria e la prima parte degli studi secondari in patria. Li continuò infatti all'Ampleforth College, dal 1934 al 1938, e poi di nuovo in Lussemburgo. Il giorno in cui compì diciotto anni, nel 1939, ricevette il titolo ufficiale da erede al trono. In tale ruolo assistette alla celebrazione del centenario del Trattato di Londra.
Il 10 maggio 1940, a causa dell'invasione tedesca, il principe lasciò il Lussemburgo con la sua famiglia, rifugiandosi in Francia, Spagna, Portogallo e infine in Canada. Fu in quest'ultimo paese che studiò legge e scienze politiche all'Università Laval.
Dal 1941 intraprese in nome di sua madre, e con il sostegno del Governo, un tour di buona volontà tra le principali città del Midwest statunitense, al fine di incontrarvi le comunità di lussemburghesi. Altro scopo del viaggio fu la creazione del National Relief Fund, per consentire la ricostruzione del Granducato, e dal 19 giugno all'8 luglio 1942 visitò il Brasile.

#### Carriera militare
Il 6 ottobre 1942 lui e suo padre lasciarono il Canada, prendendo residenza in Regno Unito per arruolarsi nell'Esercito britannico. Su consiglio di Giorgio VI, Giovanni prestò servizio nelle Irish Guards, venendo addestrato nei primi tempi a Caterham e Pirbright. Successivamente entrò alla Reale accademia militare di Sandhurst, che lasciò con il grado di sottotenente il 28 luglio 1943, giorno in cui tenne un discorso alla BBC indirizzato ai lussemburghesi. Ad agosto si unì al battaglione di addestramento delle Irish Guards a Lingfield, periodo in cui fu di servizio a Buckingham Palace e dovette restare impassibile, per le esigenze di servizio, durante una visita ufficiale di sua madre e delle sue sorelle.

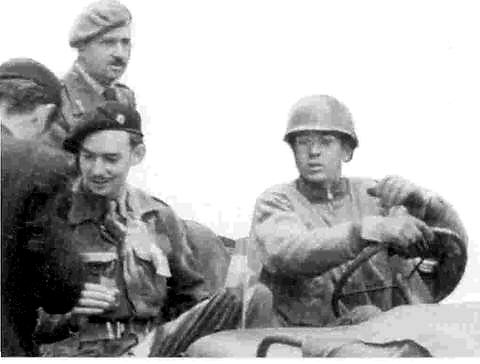
Giovanni davanti a suo padre durante la liberazione del Lussemburgo, 1944

Nel febbraio 1944 entrò nella Guards Armoured Division del 3⁰ battaglione delle Irish Guards presso Malton. Qui fu addestrato in vista dello sbarco in Normandia e il 3 marzo venne promosso al grado di tenente. Alla fine di aprile fu trasferito e Eastbourne e l'11 giugno sbarcò in Normandia in quanto membro di un'unità di rinforzo. In seguito entrò nello staff della 32ª Brigata della sua divisione, partecipando alla battaglia di Caen e alla liberazione del Belgio. Ricevette il 7 settembre l'ordine di ricongiungersi a suo padre nella Victory Division e il 10 settembre, giorno della liberazione del Lussemburgo, tornò in patria ricevendo un'entusiastica accoglienza.
Il 17 settembre si unì con la sua unità all'operazione Market Garden e continuò nel 1945 la campagna con le forze alleate. Tuttavia, ad aprile, ricevette l'ordine di tornare in Lussemburgo in occasione del ritorno di sua madre, avvenuto il 14 aprile. Compiutasi anche la capitolazione della Germania nazista, con il grado di capitano, entrò nella missione militare alleata del Lussemburgo e venne mandato a Berlino. Venne nominato colonnello dell'Esercito lussemburghese il 17 luglio e fu smobilitato dalle Irish Guards nel giugno 1947.

### Matrimonio e impegni

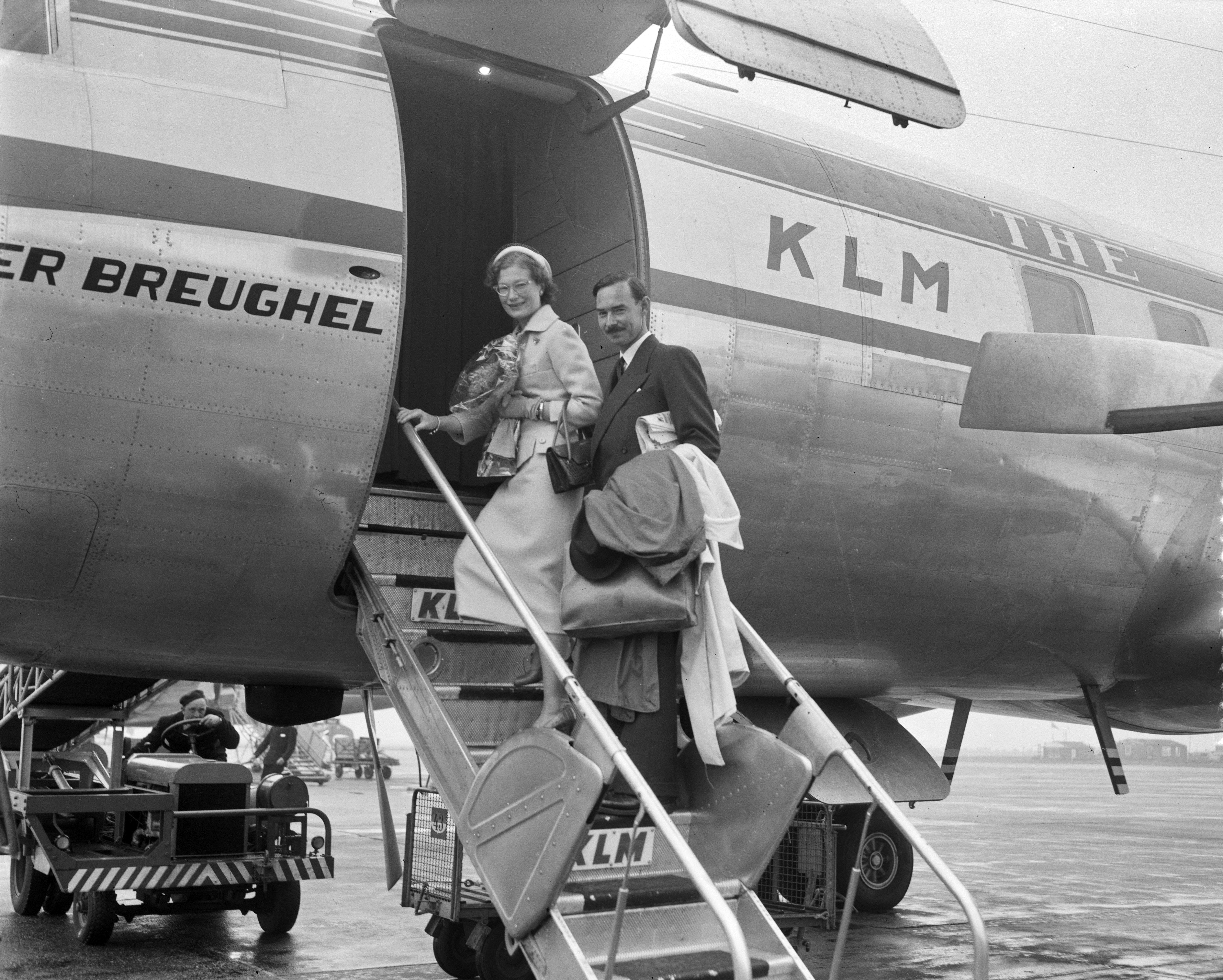
Giuseppina Carlotta e Giovanni salgono su un aereo all'aeroporto di Amsterdam-Schiphol, giugno 1956

Nel 1948 conobbe a Fischbach la principessa Giuseppina Carlotta del Belgio, figlia di Leopoldo III e figlioccia della granduchessa Carlotta.
Si fidanzarono ufficialmente il 26 dicembre 1952 e il matrimonio si celebrò il 9 aprile 1953, con rito civile nella Sala delle Cerimonie del Palazzo Granducale e rito religioso nella cattedrale di Notre-Dame.
Entrò in contatto con la vita politica lussemburghese dal 1951, quando entrò a far parte del Consiglio di Stato. Il 22 novembre 1957 ricevette un dottorato honoris causa dall'Università di Strasburgo e il 28 aprile 1961 sua madre gli assegnò la carica di Luogotenente-Rappresentante. Da allora la granduchessa gli delegò molti dei suoi doveri.

### Regno

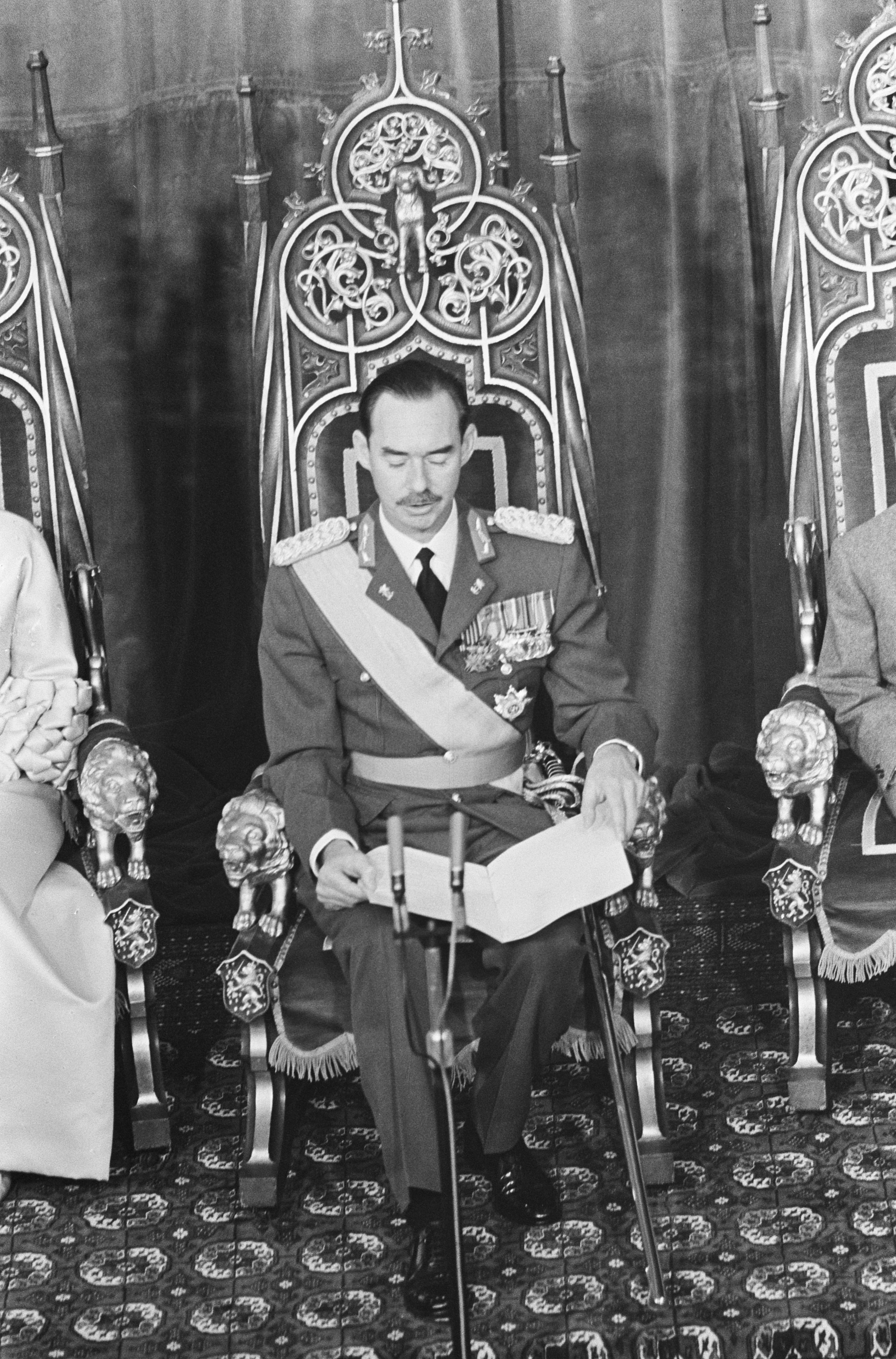
Il granduca Giovanni durante il discorso della sua intronizzazione

Il 12 novembre 1964 la granduchessa Carlotta abdicò in suo favore al Palazzo Granducale. Nello stesso giorno giurò alla Camera dei deputati e si tenne un Te Deum nella cattedrale di Notre-Dame.
L'obiettivo principale che si pose come sovrano fu perseguire il completamento dell'unità europea, in un'epoca in cui il Lussemburgo si stava trasformando in un centro finanziario e nella sede di alcune delle istituzioni e degli uffici dell'UE. I primi due paesi che visitò in qualità di granduca, nel 1965, furono Città del Vaticano e Brasile.
Con i suoi viaggi contribuì a rafforzare i legami esteri del Lussemburgo, recandosi anche in Belgio (1967), Paesi Bassi (1967) e negli anni '70 nella Jugoslavia (1971), in Regno Unito (1972), in Tunisia e nell'Unione Sovietica (1975), Romania (1976), Austria, Germania Ovest e Senegal (1977), Francia (1978), Cina, Corea del Sud e Giappone (1979). Il 6 maggio 1979 ebbe un dottorato honoris causa dall'Università di Miami.

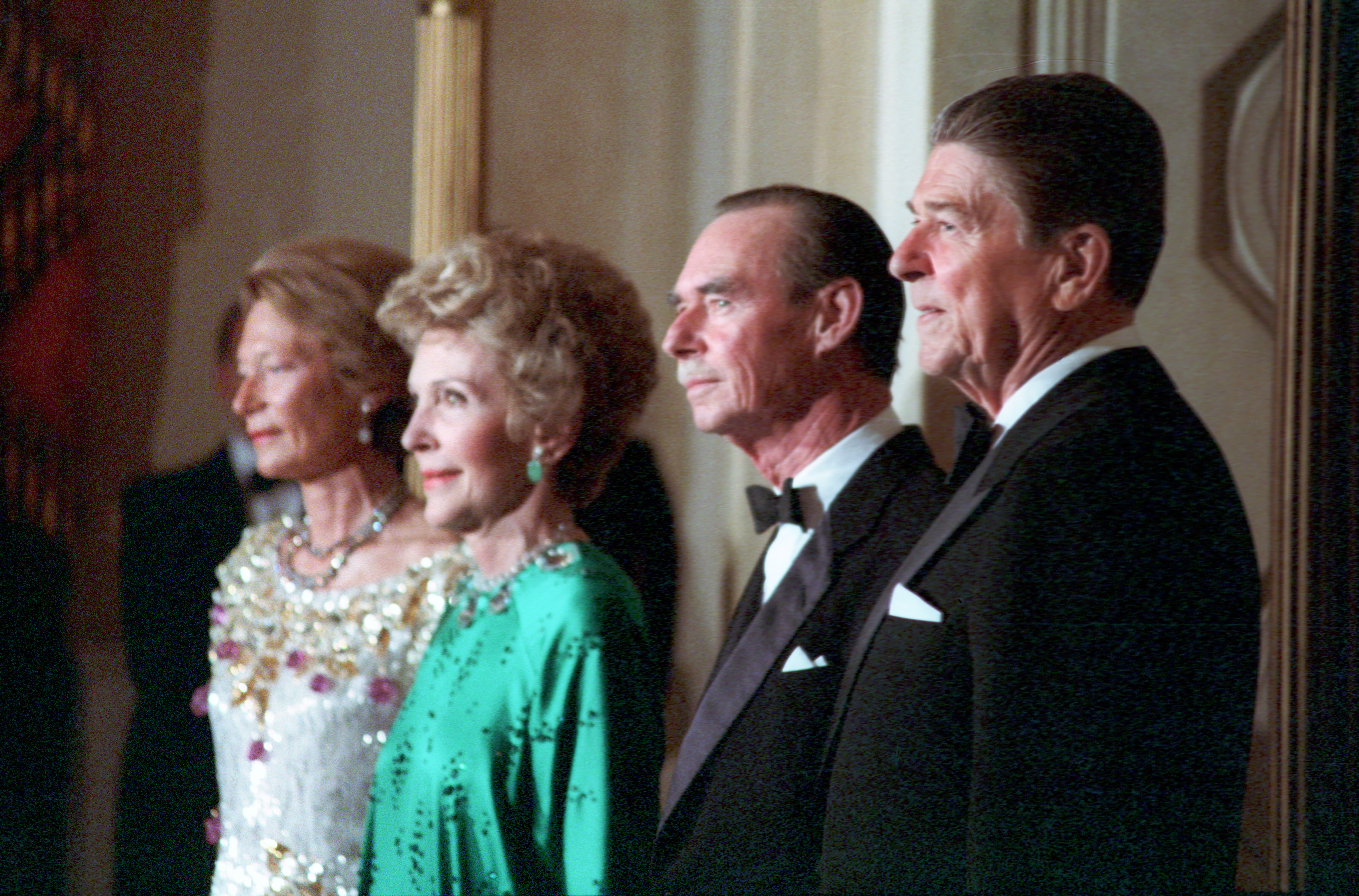
Giuseppina Carlotta, Nancy Reagan, il granduca Giovanni e Ronald Reagan durante la visita di Stato della coppia granducale negli Stati Uniti, 1984

Negli anni '80 viaggiò in Italia (1980), Irlanda (1982), Spagna (1983), Portogallo e Stati Uniti d'America (1984), Islanda (1986), Grecia e Israele (1987) e in Danimarca (1988). In particolare, giudicò il viaggio in America come un "evento di politica estera di una portata eccezionale". Il 21 agosto 1984 gli venne conferito il grado di Colonnello del Reggimento delle Irish Guards, cavalcando per ogni anno, fino a quello della sua abdicazione, in occasione del Trooping the Colour. L'8 maggio del 1986 ritirò a nome della popolazione lussemburghese il Premio Carlo Magno, come riconoscimento dell'impegno nello sviluppo dell'integrazione europea.
Tra il 13 e il 15 novembre 1989 venne celebrato il suo 25⁰ anno di regno e si tenne una cerimonia in suo onore alla Camera dei deputati, il 14 novembre. Nell'ultimo decennio di regno si diresse in Norvegia e Ungheria (1990), Svezia (1991), di nuovo nei Paesi Bassi (1992), in Finlandia e Polonia (1993), Cechia (1994), Messico (1996) e per la seconda volta in Belgio e Giappone (1999). In totale intraprese 35 viaggi in 32 paesi differenti, accolse 39 visite di Stato in territorio granducale e nel 1985 divenne il primo granduca a ricevere un papa, ospitando Giovanni Paolo II.
Il 14 maggio 1993 donò un cannone 25 libbre ricevuto dalle Irish Guards al Museo di Storia Militare di Diekirch. Il 17 marzo 1995 fu nominato Generale onorario dell'Esercito britannico e il 4 marzo 1998 seguì l'esempio di sua madre, conferendo al figlio Enrico la carica di Luogotenente-Rappresentante. Raccontò la propria esperienza negli eventi bellici del secondo conflitto mondiale all'Irish Guard Journal n. 58, nell'articolo "A Colonel's Story" del 1999.

#### Riforma dei titoli nella casa granducale

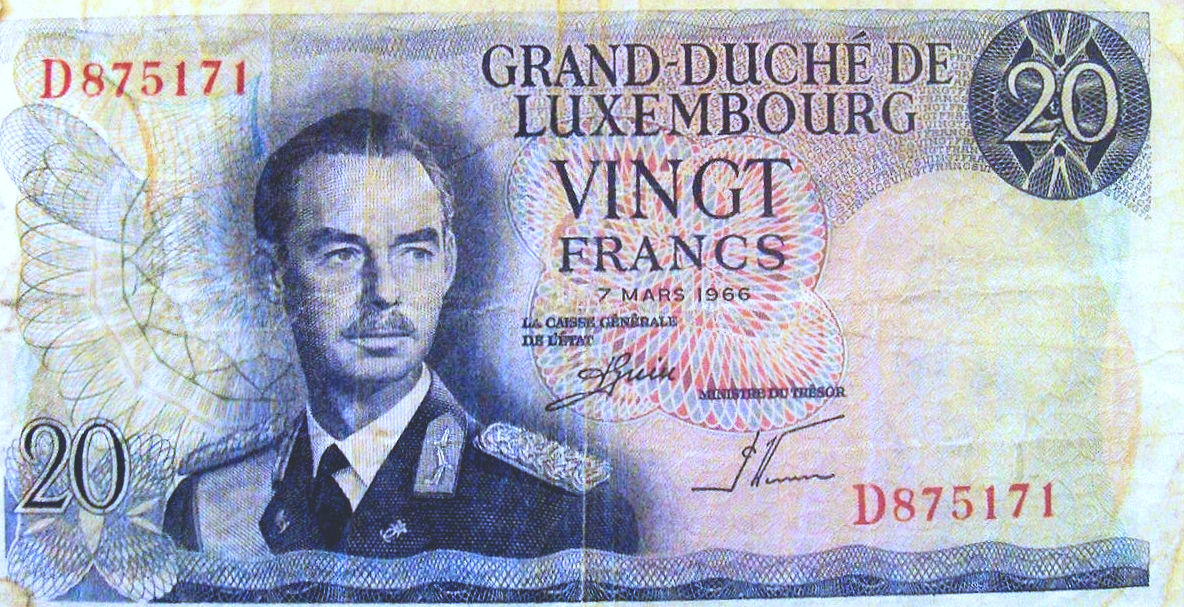
Il granduca su una banconota di 20 franchi lussemburghesi, 1966

Nel 1987, Giovanni emanò un decreto granducale con cui introdusse il cognome "de Nassau" per i membri della sua famiglia, rinunciando ai titoli ereditati da suo padre di "principe/ssa di Borbone-Parma" (in seguito ripristinati dal figlio). Il motivo afferiva alla mancata approvazione della dinastia ducale di Parma alle nozze del fratello di Giovanni, Carlo, e del suo primogenito, Enrico, con due donne di rango non nobile.
Nel 1995 stabilì anche che i figli di un granduca o di un granduca ereditario portano i titoli di "principe/ssa di Lussemburgo" e di "principe/ssa di Nassau".

#### Abdicazione
Il 24 dicembre 1999 annunciò la propria intenzione di abdicare nell'anno seguente in favore del primogenito Enrico. Giustificò questa scelta dichiarando: "Ho l'intima convinzione che all'alba del nuovo millennio, e dopo oltre 35 anni di regno, sia saggio ritirarsi dagli affari dello Stato".
L'abdicazione era prevista per il 28 settembre 2000, ma a causa di un incidente d'auto subito dal figlio Guglielmo venne posticipata al 7 ottobre.

### Scautismo e impegno sportivo

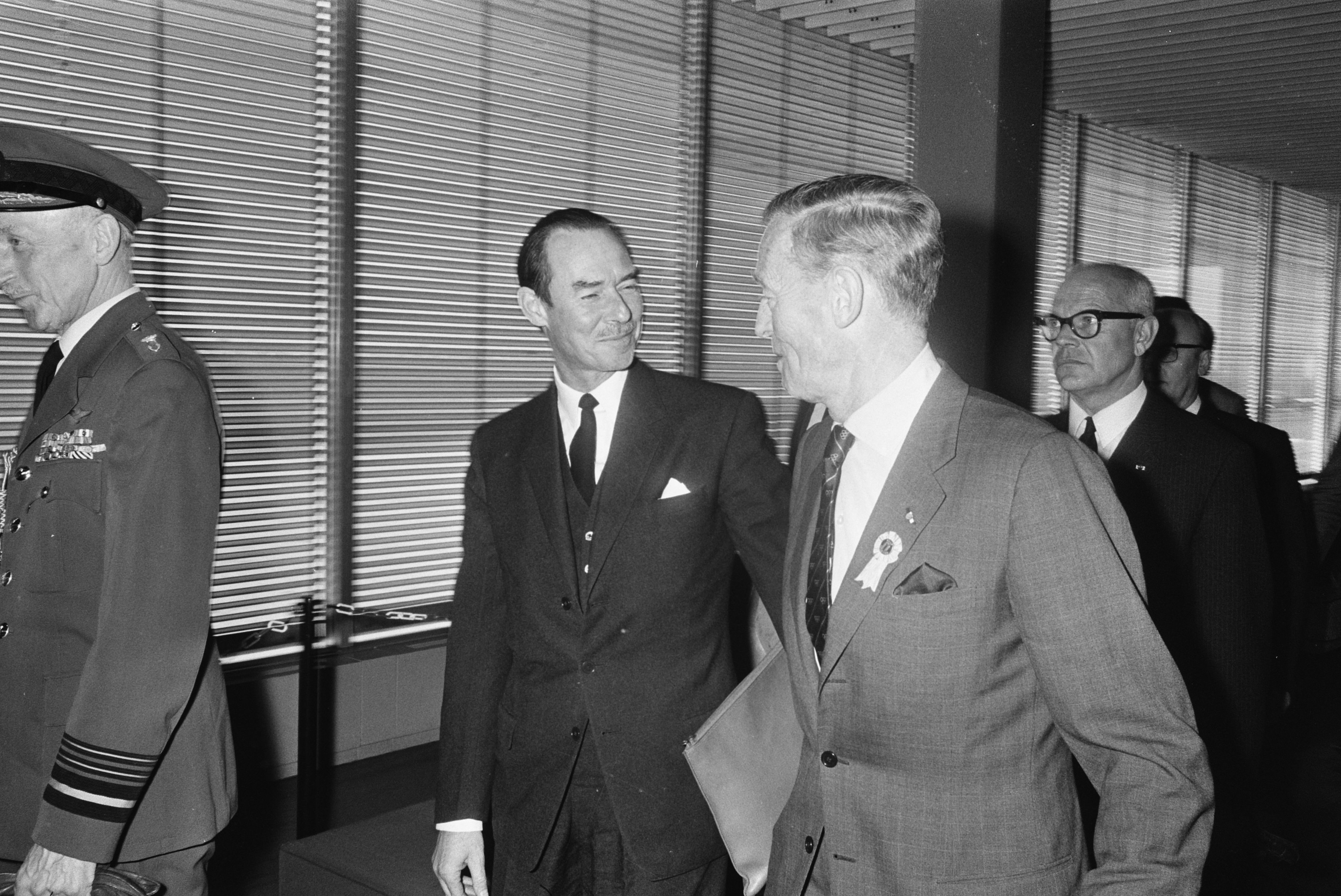
Giovanni con H. Teens-Gerritsen in vista di una riunione del Comitato Olimpico Internazionale, nel 1970, sulla sede delle Olimpiadi del 1976

Dal 12 febbraio 1939 ricoprì la carica di commissario granducale dello scautismo lussemburghese e il 28 ottobre 1945 divenne capo scout. Prese parte a molti eventi quali Jubica 82, che riunisce a Betzdorf più di 3.300 ragazzi scout da 24 paesi differenti. Nel 1995 ricevette il Lupo di Bronzo dal Comitato scout mondiale.
Nel 1946 entrò nel Comitato Olimpico Internazionale (CIO), di cui divenne Membro Onorario nel 1998. Dal 1968 fu un membro della Commissione d'Inchiesta del CIO per i Giochi Invernali, fino al 1969, e dal 1973 al 1976 presiedette la Commissione di Revisione delle Regole del CIO.

### Ultimi anni

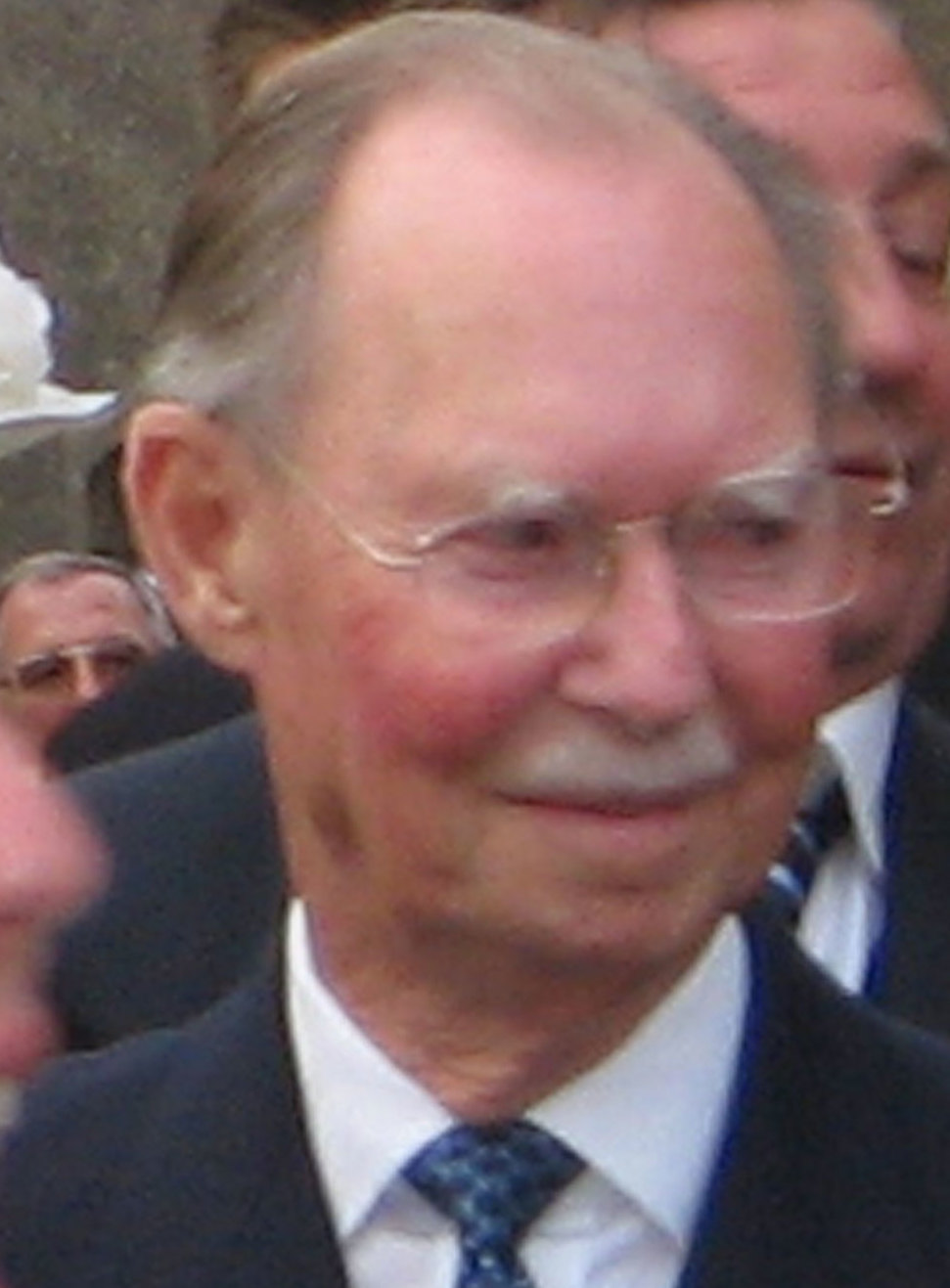
Il granduca Giovanni nel 2006 alle nozze del nipote Luigi a Bettendorf

Dall'estate del 2002 si ritirò con la moglie nel castello di Fischbach. Nel 2014 partecipò a Ouistreham alla commemorazione del 70⁰ anniversario dello sbarco in Normandia e nel 2016 ricevette in udienza una delegazione del Museo di Storia Militare di Diekirch, che allestì una vetrina sul suo servizio nelle Irish Guards e nell'Esercito lussemburghese.
Nel gennaio 2017 partecipò al ricevimento di Angela Merkel al Palazzo Granducale e nel marzo 2019 alla celebrazione del 100⁰ anniversario del movimento scout del Lussemburgo. Nello stesso mese fece la sua ultima apparizione pubblica, al forum "Stand Speak Rise Up!" organizzato dalla nuora María Teresa contro le violenze sessuali nelle zone belliche.

#### Salute e morte

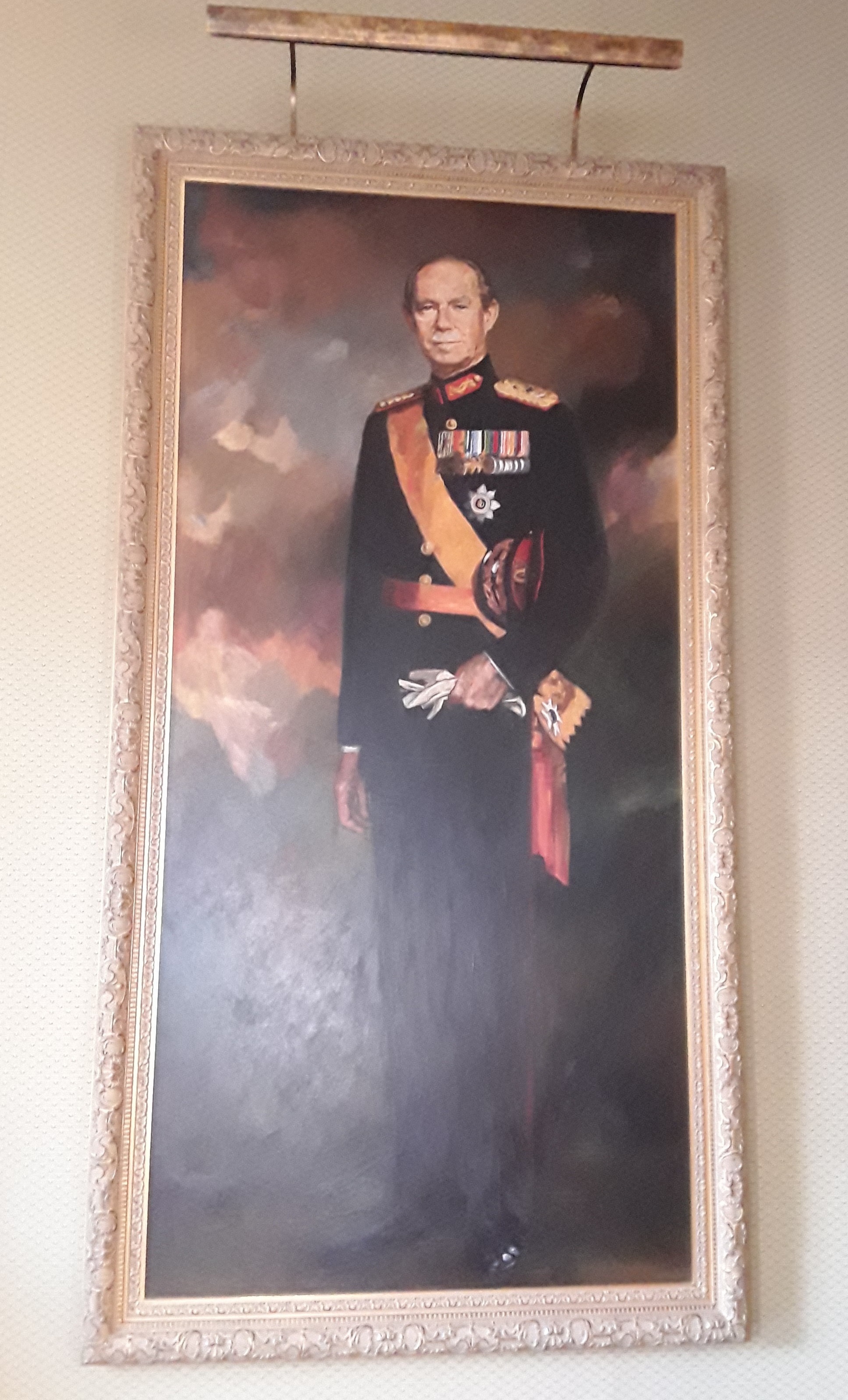
Ritratto a olio del granduca

Il 27 dicembre 2016 fu ricoverato a causa di una bronchite, venendo dimesso il 4 gennaio 2017, il giorno prima del suo 96⁰ compleanno. Il 14 aprile 2019 venne ricoverato per un'infezione polmonare. Morì nove giorni dopo, il 23 aprile, all'età di 98 anni.
Il Governo avviò dieci giorni di lutto nazionale e la salma del granduca fu trasportata da un corteo funebre dal castello di Berg al Palazzo Granducale, dove rimase in esposizione fino al giorno precedente il funerale.
Il 4 maggio 2019 si tennero i funerali di Stato alle ore 11:00, nella cattedrale di Notre-Dame. Al termine della cerimonia, presieduta dall'arcivescovo Jean-Claude Hollerich, la salma venne tumulata nella cripta interna all'edificio.

## Discendenza

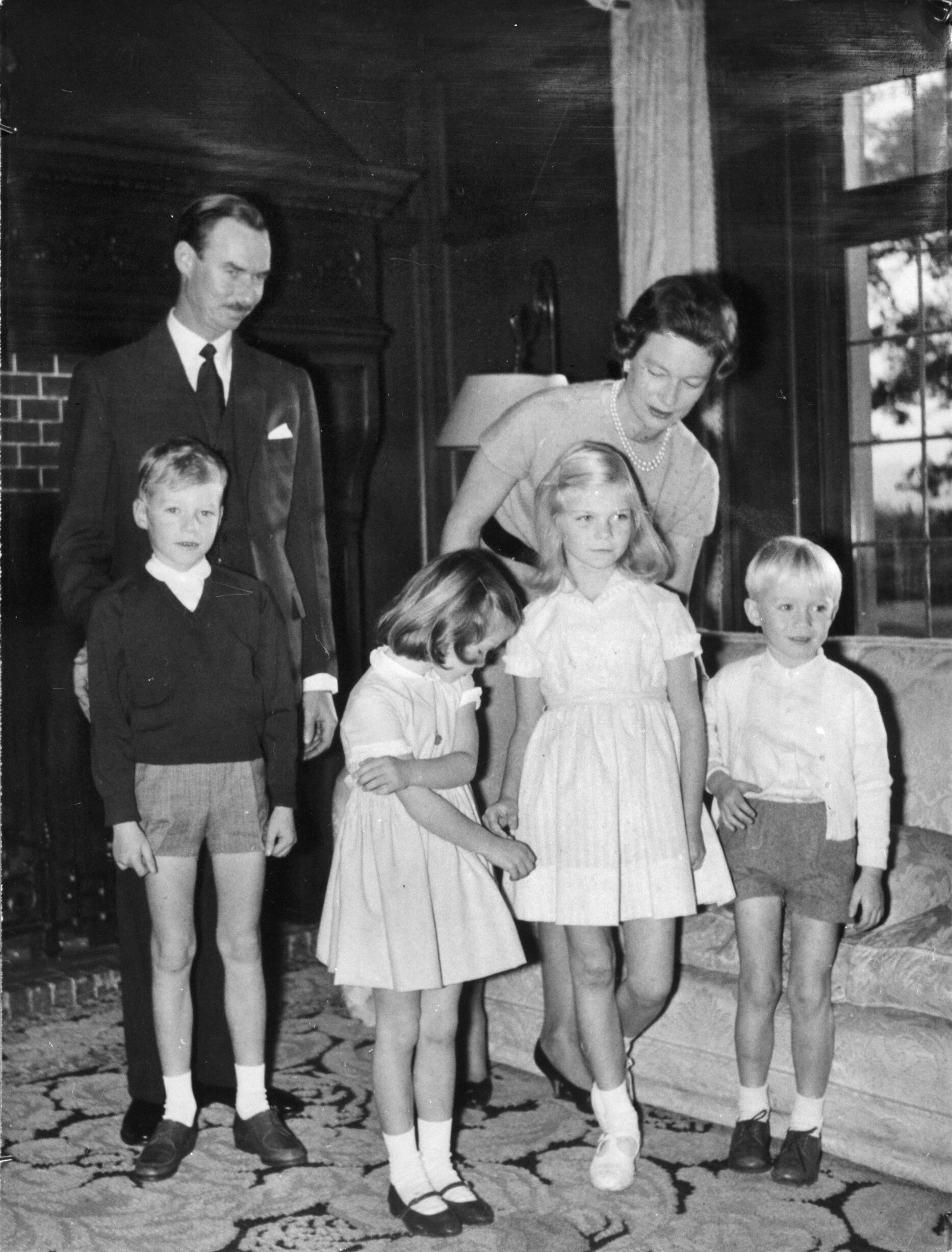
Giovanni con la moglie Giuseppina Carlotta e i primi quattro figli, 1964

Giovanni di Lussemburgo e Giuseppina Carlotta del Belgio ebbero due figlie e tre figli:
- Principessa Maria Astrid (1954), con il marito Carlo Cristiano d'Asburgo-Lorena (1954) ebbe cinque figli;
- Granduca Enrico (1955), con la moglie María Teresa Mestre (1956) ebbe cinque figli;
- Principe Giovanni (1957), con la prima moglie Hélène Suzanne Vestur (1958) ebbe quattro figli;
- Principessa Margaretha (1957), con il marito Nikolaus del Liechtenstein (1947) ebbe quattro figli;
- Principe Guglielmo (1963), con la moglie Sibilla Weiller (1968) ebbe quattro figli.

## Ascendenza
|                             |                       |                                           | Genitori                                    |  |  | Nonni |  |  | Bisnonni           |  |  | Trisnonni         |  |
|                             |                       |                                           |                                             |  |  |       |  |  | Carlo III di Parma |  |  | Carlo II di Parma |  |
|                             |                       |                                           |                                             |  |  |       |  |  | Carlo III di Parma |  |  | Carlo II di Parma |  |
|                             |                       | Maria Teresa di Savoia                    |                                             |  |  |       |  |  | Carlo III di Parma |  |  |                   |  |
| Roberto I di Parma          |                       |                                           |                                             |  |  |       |  |  | Carlo III di Parma |  |  |                   |  |
|                             |                       | Luisa Maria di Borbone-Francia            | Carlo Ferdinando di Borbone-Francia         |  |  |       |  |  |                    |  |  |                   |  |
|                             |                       | Luisa Maria di Borbone-Francia            | Carlo Ferdinando di Borbone-Francia         |  |  |       |  |  |                    |  |  |                   |  |
|                             |                       | Luisa Maria di Borbone-Francia            | Carolina di Borbone-Due Sicilie             |  |  |       |  |  |                    |  |  |                   |  |
| Felice di Borbone-Parma     |                       | Luisa Maria di Borbone-Francia            |                                             |  |  |       |  |  |                    |  |  |                   |  |
|                             |                       | Michele del Portogallo                    | Giovanni VI di Portogallo                   |  |  |       |  |  |                    |  |  |                   |  |
|                             |                       | Michele del Portogallo                    | Giovanni VI di Portogallo                   |  |  |       |  |  |                    |  |  |                   |  |
|                             |                       | Michele del Portogallo                    | Carlotta Gioacchina di Borbone-Spagna       |  |  |       |  |  |                    |  |  |                   |  |
| Maria Antonia di Braganza   |                       | Michele del Portogallo                    |                                             |  |  |       |  |  |                    |  |  |                   |  |
|                             |                       | Adelaide di Löwenstein-Wertheim-Rosenberg | Costantino di Löwenstein-Wertheim-Rosenberg |  |  |       |  |  |                    |  |  |                   |  |
|                             |                       | Adelaide di Löwenstein-Wertheim-Rosenberg | Costantino di Löwenstein-Wertheim-Rosenberg |  |  |       |  |  |                    |  |  |                   |  |
|                             |                       | Adelaide di Löwenstein-Wertheim-Rosenberg | Agnese di Hohenlohe-Langenburg              |  |  |       |  |  |                    |  |  |                   |  |
| Giovanni di Lussemburgo     |                       | Adelaide di Löwenstein-Wertheim-Rosenberg |                                             |  |  |       |  |  |                    |  |  |                   |  |
|                             | Adolfo di Lussemburgo | Guglielmo di Nassau                       |                                             |  |  |       |  |  |                    |  |  |                   |  |
|                             | Adolfo di Lussemburgo | Guglielmo di Nassau                       |                                             |  |  |       |  |  |                    |  |  |                   |  |
|                             | Adolfo di Lussemburgo | Luisa di Sassonia-Hildburghausen          |                                             |  |  |       |  |  |                    |  |  |                   |  |
| Guglielmo IV di Lussemburgo | Adolfo di Lussemburgo |                                           |                                             |  |  |       |  |  |                    |  |  |                   |  |
|                             |                       | Adelaide Maria di Anhalt-Dessau           | Federico Augusto di Anhalt-Dessau           |  |  |       |  |  |                    |  |  |                   |  |
|                             |                       | Adelaide Maria di Anhalt-Dessau           | Federico Augusto di Anhalt-Dessau           |  |  |       |  |  |                    |  |  |                   |  |
|                             |                       | Adelaide Maria di Anhalt-Dessau           | Maria Luisa Carlotta d'Assia-Kassel         |  |  |       |  |  |                    |  |  |                   |  |
| Carlotta di Lussemburgo     |                       | Adelaide Maria di Anhalt-Dessau           |                                             |  |  |       |  |  |                    |  |  |                   |  |
|                             |                       | Michele del Portogallo                    | Giovanni VI di Portogallo                   |  |  |       |  |  |                    |  |  |                   |  |
|                             |                       | Michele del Portogallo                    | Giovanni VI di Portogallo                   |  |  |       |  |  |                    |  |  |                   |  |
|                             |                       | Michele del Portogallo                    | Carlotta Gioacchina di Borbone-Spagna       |  |  |       |  |  |                    |  |  |                   |  |
| Maria Anna di Braganza      |                       | Michele del Portogallo                    |                                             |  |  |       |  |  |                    |  |  |                   |  |
|                             |                       | Adelaide di Löwenstein-Wertheim-Rosenberg | Costantino di Löwenstein-Wertheim-Rosenberg |  |  |       |  |  |                    |  |  |                   |  |
|                             |                       | Adelaide di Löwenstein-Wertheim-Rosenberg | Costantino di Löwenstein-Wertheim-Rosenberg |  |  |       |  |  |                    |  |  |                   |  |
|                             |                       | Adelaide di Löwenstein-Wertheim-Rosenberg | Agnese di Hohenlohe-Langenburg              |  |  |       |  |  |                    |  |  |                   |  |
|                             |                       | Adelaide di Löwenstein-Wertheim-Rosenberg |                                             |  |  |       |  |  |                    |  |  |                   |  |

## Onorificenze

### Altri riconoscimenti
- Dottore honoris causa, Università di Strasburgo, 1957[31]
- Dottore honoris causa, Università di Miami, 1979[31]

- Generale dell'esercito britannico ad honorem, 1995[20]
- Decano ad honorem del CIO[31]

### Titoli e gradi militari stranieri
- Colonnello del Reggimento delle Irish Guards